# Sylviocarcinus piriformis
Sylviocarcinus piriformis är en kräftdjursart som först beskrevs av Pretzmann 1968.  Sylviocarcinus piriformis ingår i släktet Sylviocarcinus och familjen Trichodactylidae. IUCN kategoriserar arten globalt som livskraftig. Inga underarter finns listade i Catalogue of Life.